# Glossosoma yamanouchii
Glossosoma yamanouchii là một loài Trichoptera trong họ Glossosomatidae. Chúng phân bố ở miền Cổ bắc.